# Кейп Код
Кейп Код (на английски: Cape Cod) е малък полуостров в югоизточната част на щата Масачузетс, Съединените американски щати. Административно принадлежи към окръг Барнстабъл.

## Общи данни
Полуостровът има специфична форма – прилича на сгъната ръка. На Кейп Код са разположени множество малки градчета, притежаващи специфичният облик на Нова Англия. Тук са едни от най-старите селища в САЩ. В близост е най-старият град на страната – Плимут. Кейпът, както често е наричан Кейп Код, е много привлекателно място за туризъм през лятото. Полуостровът е заобиколен отвсякъде с плажове. Площта му е 632 кв. км.
Кейп Код не е истинска част от континента и не е плод на вулканичните процеси участвали при изграждането на континента. Кейп Код се появява малко по-късно като причината за неговото образуване е движението и топенето на ледник, който е тръгнал от територията на днешна Източна Канада на юг. Повличал със себе си масово пясъци и каменист материал, ледникът образува днешен Кейп Код, островите Нантакет и Мартас Винярд. Ето защо истинската почва на полуострова и островите са главно пясъци.
Кейп Код на практика представлява остров, понеже от запад, където се свързва с останалата част на страната, е прокопан мореплавателен канал през 1914 г. Кейпът се свързва с континента чрез 2 моста за автомобили – при Сагамор и Бърн, както и чрез железопътен мост.

## Деление
Кейп Код е част от щата Масачузетс. Обхваща цялата територия на окръг Барнстабъл. Самият Кейп се дели на 4 части:
1. Горен Кейп Код (Upper Cape Cod) – обхващащ териториите, които са най-близо до континенталната част; включва градовете от общините на Сендуич, Сагамор, Фалмът и Машпи.
2. Среден Кейп Код (Mid Cape Cod) – разположен е в средната част на полуострова: включва общините Барнстабъл, Ярмът и Денис. Тук е и столицата на окръга – град Хаянис, който е и най-големият град и принадлежи към община Барнстабъл.
3. Долен Кейп Код (Lower Cape Cod) – обхваща източната, крайна част на полуострова; включва общините Харуич, Чатам, Орлиънс, Брюстър.
4. Външен Кейп Код (Outer Cape Cod) – обхваща най-крайната и тясна северна част на полуострова и общините Провинстаун, Истъм, Труро и Уелфлийт.

Територията на Кейп Код е обградена от Атлантическият океан почти от всякъде. На север от Кейпа е Кейпкодският залив, на запад е заливът Бизард (Bizzards Bay), на юг е тесният пролив Нантакет. На юг от този пролив са островите Нантакет и Мартас Винярд, които исторически и културно са част от Кейп Код. На изток полуостровът граничи с Атлантическия океан.

## Климат
Кейп Код има океански климат. Въпреки че времето е умерено в сравнение с островите, понякога се случват силни бури, идващи от океана. Температурите са с няколко градуса по-ниски през лятото и с няколко градуса по-високи през зимата, в сравнение с континента. Климатът на Кейпа е известен с превъзходната си пролет и меката есен, всичко това дължащо се на океанския климат. Валежите на Кейп Код и на островите са по-малко като количество в сравнение с цяла Нова Англия. Тук са средно 64 см годишно (640 мм). Регионът не е от местата с много слънчеви дни. Мъглата е нещо нормално, дори и през лятото. Влажността на въздуха е висока. Най-високи са температурите през месец август – около 26 °C, а най-ниски – през януари – около -5 °C.

## Население
Общото население на Кейп Код и въобще на окръг Барнстбъл е 224 816 жители (2006 г.). През летния сезон то се увеличава значително поради големият брой летуващи в хотелите и в летните вили както и поради значителният брой на чуждестранни студенти, идващи на студентски бригади тук. На полуострова има голяма бразилска колония.
1. Бяло население – 94,1%
2. Черно население – 2,1%
3. Индианци – 0,5%
4. Азиатци – 0,9%
5. Смесено население – 0,9%
6. Латиноамериканци – 1,7%

На Кейпа има и значителен брой постоянно пребиваващи българи, а през лятото тук пристигат студенти от България.
Кейп Код е сраванително гъсто населен. Гъстотата е 355 д./кв.км. Повечето градове са слети поради силно изразените урбанизационни процеси. Населението живее в еднофамилни къщи с дворове, поради което градове с малко население заемат огромна площ.

## История
Преди идването на европейците местното население са били индиански племена, като повече за тяхната история може да се научи в музея и резервата в областта Машпи, където и до днешно време живеят представители на племето Уампаноаг.
Първите заселници от Европа – Пилигримите, отпътуват от град Плимут, Англия на 6 септември 1620 г. с нагласата да се преселят в щата Вирджиния, но стъпват първо на най-горната част на полуострова на 11 ноември 1620 г., където днес е територията на Провинстаун. Разочаровани от липсата на достатъчно добри условия за живот и с почти половината екипаж мъртъв, те отплуват в залива на Кейп Код и акостират на брега на днешен град Плимут, Масачузетс, където ги посреща тамошното индианско население. Повечето от хората на кораба са болни и изтощени от дългото презокеанско пътуване, но са приети и подпомогнати от индианците.

## Транспорт
Най-използваният транспорт тук, както и в по-голямата част на САЩ, е автомобилният. По цялото протежение на полуострова преминава автомагистрала. Много популярен път на Кейп Код е шосе номер 28, което свързва почти всички селища. По протежението му се намират повечето големи магазини, ресторанти и хотели (мотели). Общественият транспорт не е много популярен. На полуострова оперират малки автобусчета – Shuttle и Breezer. Те свързват повечето градове, като се движат на интервали от 30 минути до 1 час. Цената при използването им е 2 долар а, без значение дължината на разстоянието, което ще се измине.
Железопътният транспорт се използва единствено с туристическа цел.
До Кейп Код може да се стигне от Бостън с автобус на компанията Plymouth and Brockton и Grayhound, като автобусите тръгват от международното летище Logan Airport. Кейп Код се свързва с автобуси на компанията Peter Pan с Провидънс и Ню Йорк.
Тук има няколко локални летища. От Хаянис, Харуич Порт и Фолмът тръгват фериботи за островите Нантакет и Мартас Винярд. Провинстаун се свързва с Бостън чрез ферибот през летния сезон.

## Туризъм
Кейп Код е една от най-големите туристически дестинации в Нова Англия. Предпочитан е през летния сезон поради мекия си климат и прохладното лято. Полуостровът е заобиколен от всякъде с плажна ивица. Тук е един от най-дългите плажове в Северна Америка – Cape Cod National Sea Shore – над 50 км.
Основна причина за посещаемостта тук е и обликът на района. Архитектурата е изцяло в стила на Нова Англия. Няма високи сгради. На Кейп Код има голям брой голф игрища. Районът е известен и с морската си кухня.
Почти всички големи хотелски вериги имат хотели (резорти) тук. Предпочитана форма на отсядане е в мотели и т. нар. „резорти“. Има и голям брой къщи и бунгала, които се отдават под наем за лятото. От пристанищата на Провинстаун и Барнстабъл тръгват туристически кораби за наблюдение на китове.
Най-посещаваните места на Кейп Код са градовете Провинстаун, Чатам, Хаянис, Ярмът, Денис и Фолмът.